# Charaxes desmondi
Charaxes desmondi är en fjärilsart som beskrevs av Van Someren 1939. Charaxes desmondi ingår i släktet Charaxes och familjen praktfjärilar. Inga underarter finns listade i Catalogue of Life.